# Our Christmas
「Our Christmas」（アワー・クリスマス）は、久保田利伸の28枚目のシングル。2003年12月10日にSME Recordsから発売された。

## 概要
前作「Respect (this & that)」から1年10ヶ月ぶり、久保田初のクリスマス・ソング。収録曲3曲は全てタイアップ付。初盤はコピーコントロールCDで発売。後にCD-DAで再発売された。「Our Christmas」は長年アルバム未収録であったが、2010年発売のアルバム『LOVE & RAIN 〜LOVE SONGS〜』にて初収録された。

## 収録曲
作詞・作曲：久保田利伸（特記以外）全編曲：柿崎洋一郎
1. Our Christmas
  - 作曲：久保田利伸・柿崎洋一郎
  - au「着うた&着ムービーキャンペーン」CMソング
2. La vie son Musique
  - 作詞：久保田利伸・JOI CARDWELL
  - NECノートパソコン「LaVie C」CMソング
3. FUNKY DOGS
  - フジテレビ系バラエティ「笑う犬の情熱」テーマソング
4. Our Christmas （surrounded by TK/karaoke）